# Актепа (посёлок)
Актепа (узб. Oqtepa / Оқтепа) — посёлок городского типа, расположенный на территории Касанского района Кашкадарьинской области Республики Узбекистан.

Статус посёлка городского типа с 2009 года.

## Население
По данным переписи 1986 года, в селе проживало 2 500 человек.